# Channel One Studios
Pour les articles homonymes, voir Channel One.
Channel One est un studio d'enregistrement basé à Kingston, en Jamaïque, actif entre les années 1970 et 1990.

## Histoire
Channel One est tout d'abord un sound system jamaïcain du début des années 1970. Il devient ensuite un studio d'enregistrement créé par Jo Jo Hoo Kim et ses frères en 1972 au 29 de l'avenue Maxfield à Kingston. Le studio restera actif jusqu'en 1988, malgré le retrait de la production de la famille Hoo Kim. Il devient le studio de référence des années 1970 suite après le succès de Right Time des Mighty Diamonds et surtout au son parfait traqué pendant des mois par les frères. De nombreux producteurs viendront y enregistrer, de Augustus Pablo à Vivian « Yabby You » Jackson en passant par Niney, Jack Ruby, Prince Jammy ou Bunny Lee. Dans ce lieu seront enregistrés la plupart des riddims de la décennie, les prises des voix se faisant au studio de King Tubby. Deux des meilleurs backing bands de l'histoire du reggae s'y succéderont, les Revolutionaries et les Roots Radics.
Joseph Hoo Kim dirigeait le studio et était crédité en tant que producteur, Ernest agissait en tant qu'ingénieur de studio et Paul dirigeait le système de sonorisation associé au studio. Kenneth commence à produire dans les années 1980. Ils s'impliquent moins après l'assassinat du deuxième frère aîné Paul en 1977, mais le studio reste populaire auprès d'autres producteurs dans les années 1980, Sly and Robbie et Henry « Junjo » Lawes y ayant enregistré plusieurs de leurs productions. Le studio ferme au début des années 1990. Kenneth Hoo Kim est décédé d'un cancer du poumon en octobre 2013, à l'âge de 66 ans.
Channel One est aussi d'un label discographique également dirigé par la famille Hoo Kim[réf. nécessaire]. Il édite des albums entre 1976 et 1984.